# Kazantip (festival)
KaZantip (llamado también República de KaZantip y también conocido simplemente como Z) fue un festival anual de música electrónica que tenía lugar en el Mar Negro, en la región de Crimea, Ucrania desde 1992. Desde 2001, tenía lugar en la localidad de Popivka, cerca de la ciudad de Eupatoria. La entrada al festival era llamada viZa. Al festival asistían alrededor de 100,000 paradiZers cada año, y tenía lugar durante 2 a 3 semanas durante el mes de agosto.
Fue el más famoso festival del sector en los países de la antigua Unión Soviética.
Después de la anexión de Crimea por parte de Rusia en 2014, el festival tuvo lugar por primera vez fuera de Crimea, en Anaklia, Georgia. En 2015, debía celebrarse del 18 al 28 de febrero en la isla de Koh Puos en Sihanoukville, Camboya, pero las autoridades locales lo cancelaron en el último minuto.

## Organización
El festival era organizado por el Centro de Iniciativa Juvenil de la Cebra, dirigido por Nikolai Karpov, famosa personalidad del negocio del espectáculo en Rusia, el cual se ocupaba de la organización administrativa del evento.
El creador y coreógrafo de la fiesta era Marshunok Nikita, él y su equipo se ocupaban de todos los visitantes que iban a ver el festival, en particular de la música, decoración y escenarios.

## Simbolismo de la República de Kazantip
El símbolo del festival era una maleta de color amarilla y negra, que confería al poseedor el derecho al ingreso gratis en el territorio de la República de Kazantip.
Estaba asociado al festival también el uso de ropa de color naranja.

## Galería de fotos

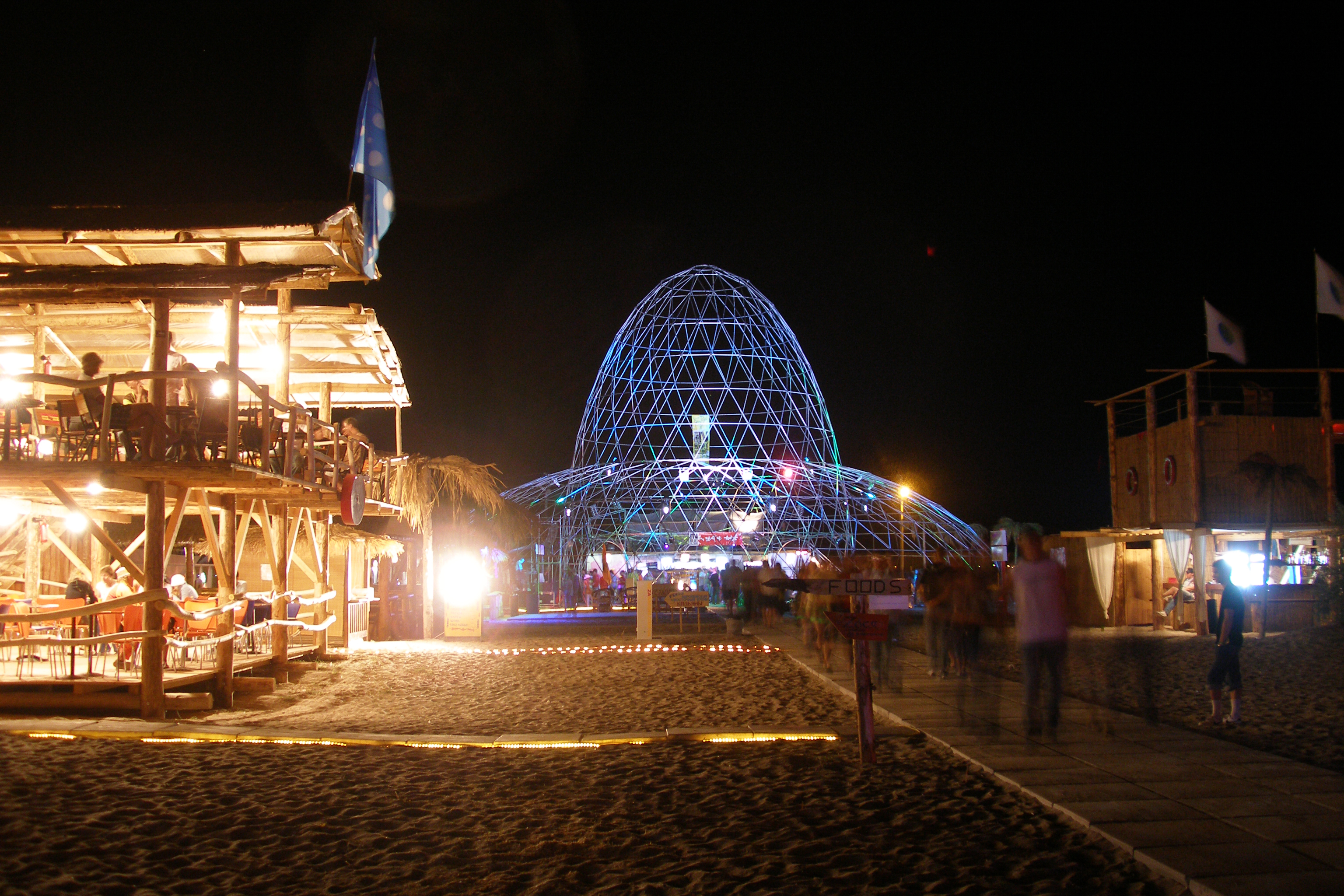
Kazantip 2006.
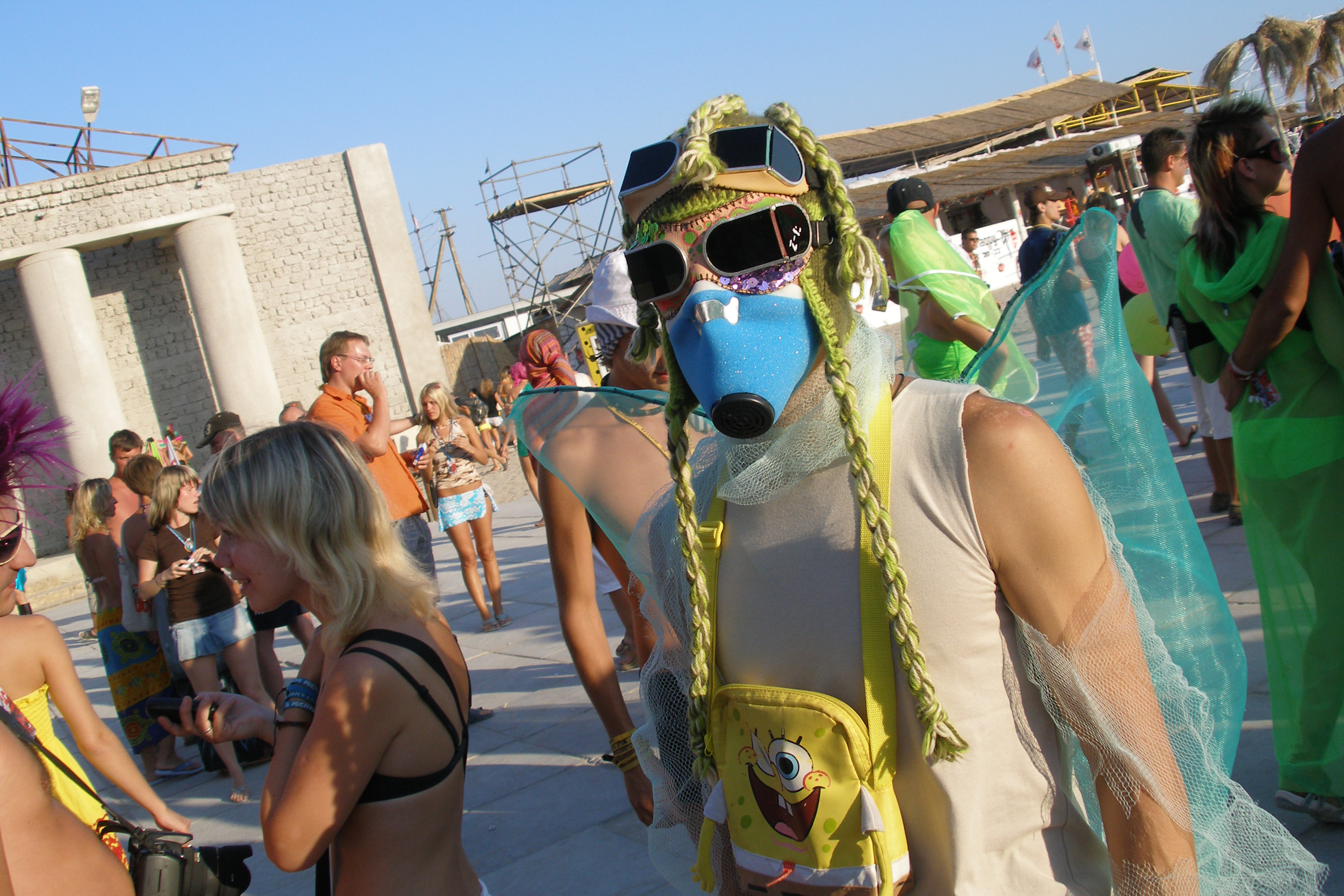
Kazantip 2007.
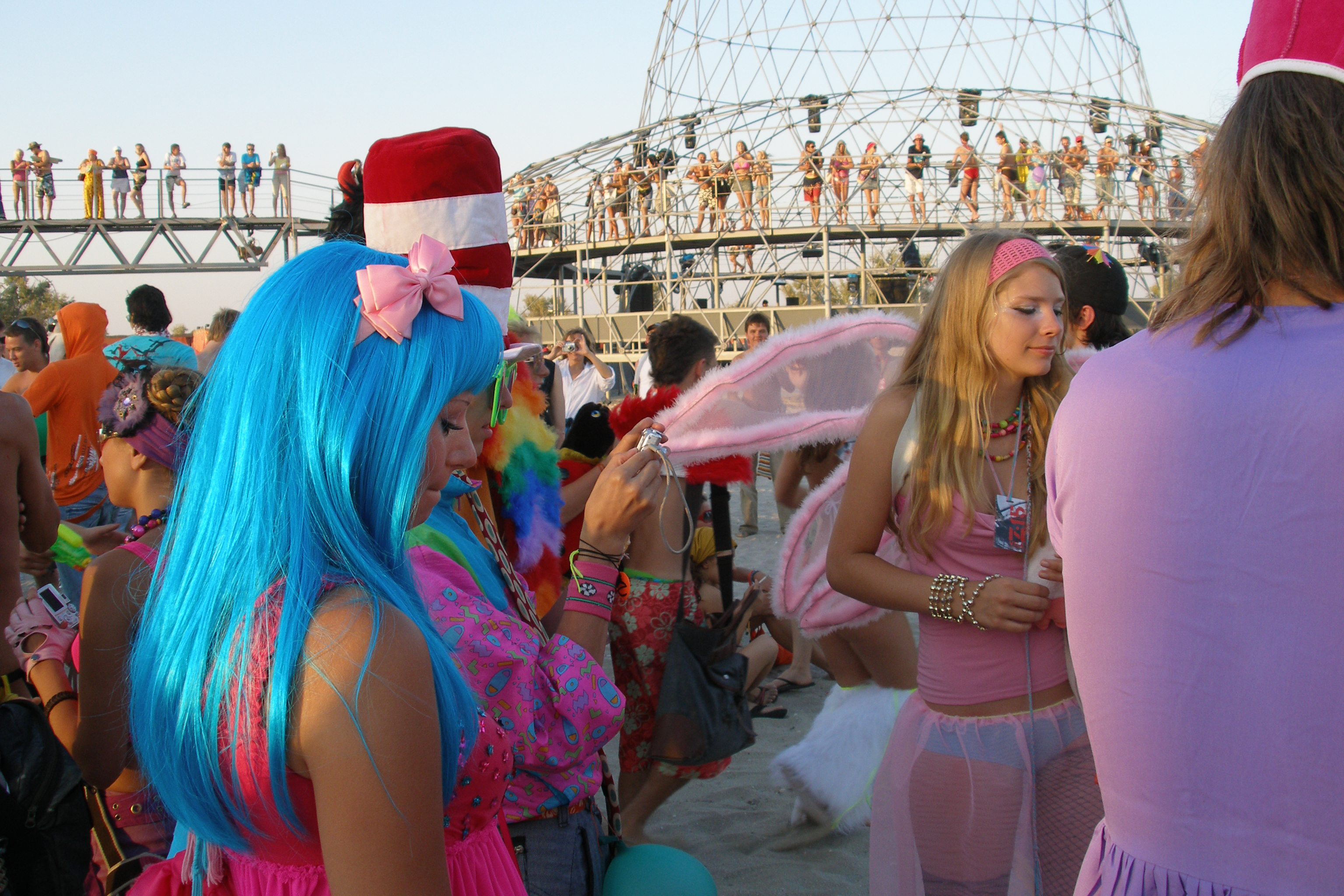
Kazantip 2007.
Kazantip 2006.
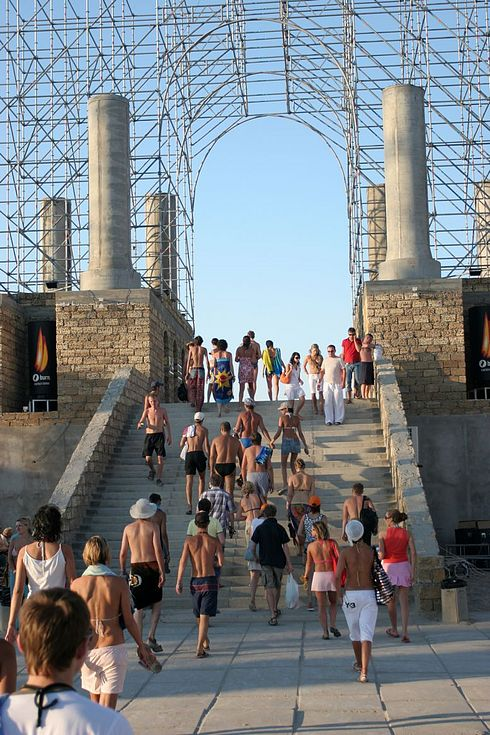
Kazantip - Entrada.
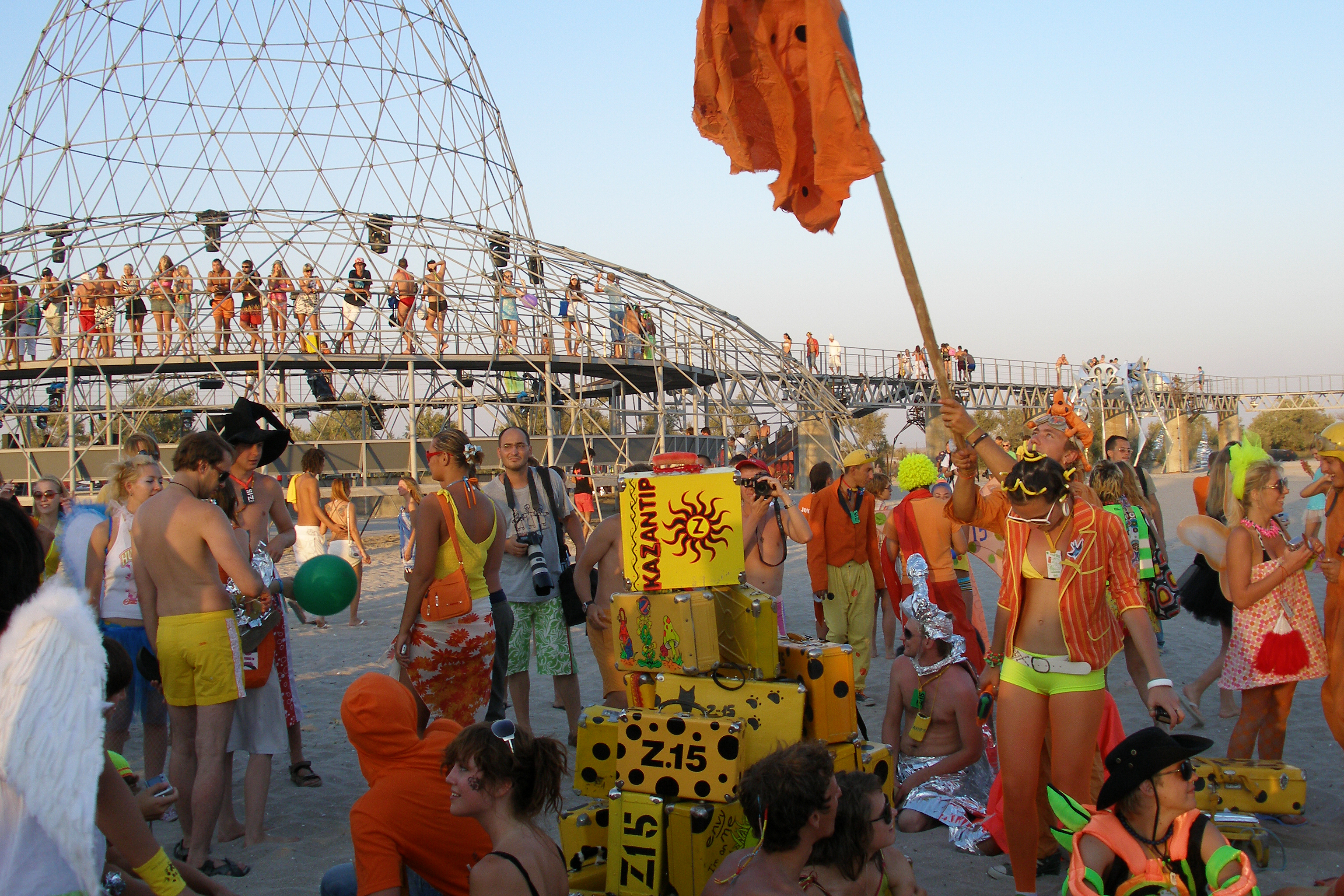
Kazantip 2007.
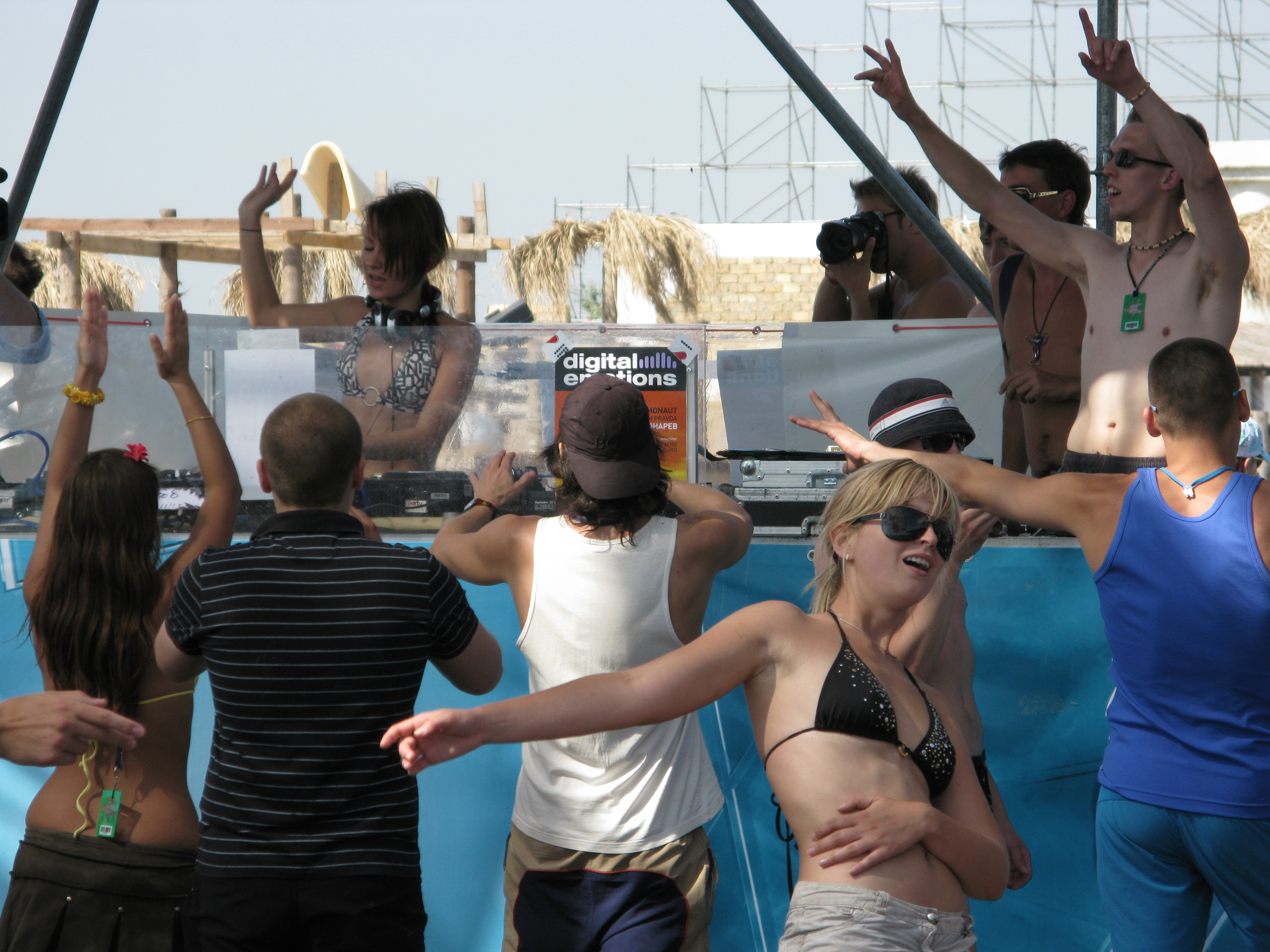
2008.
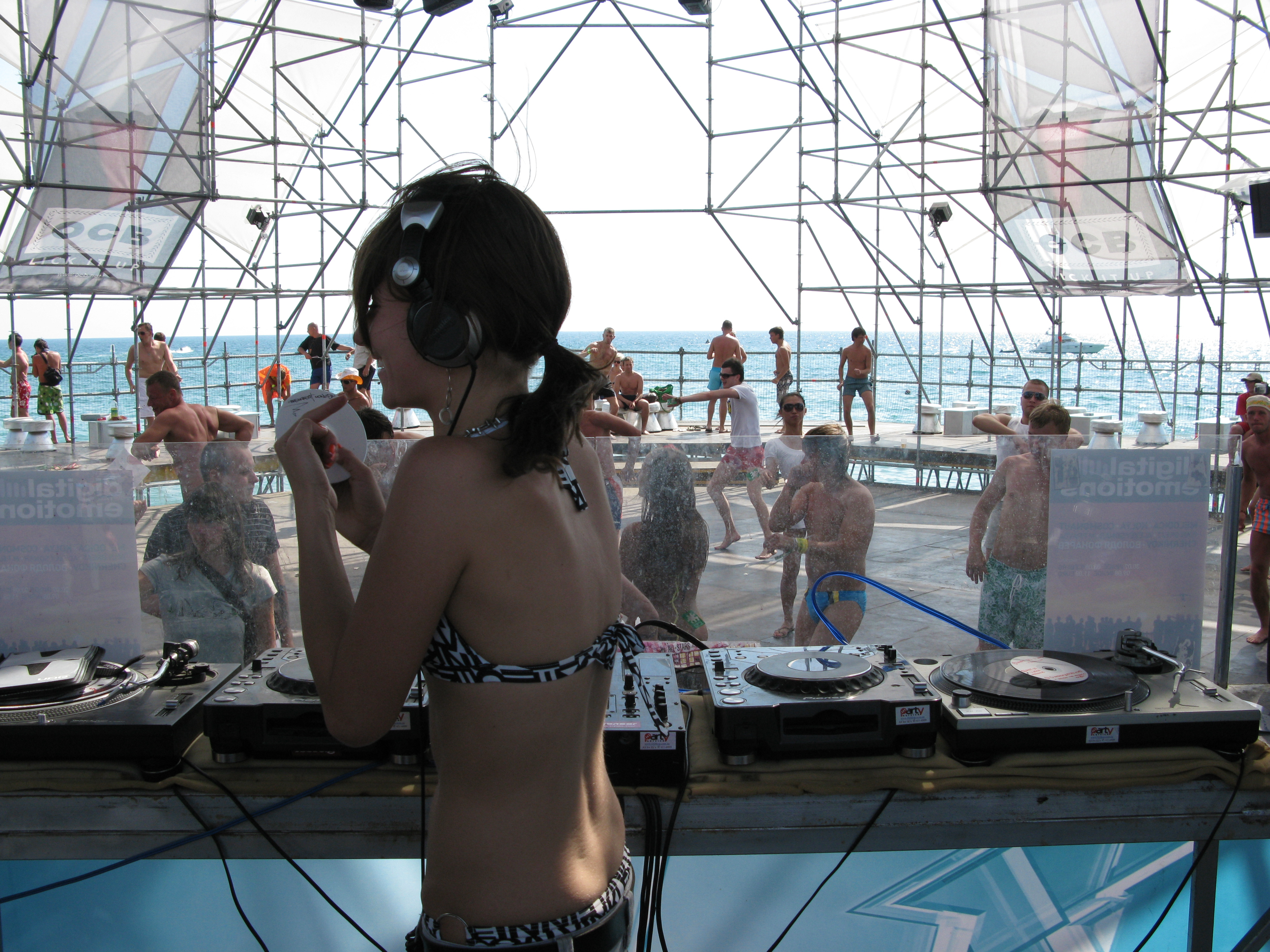
Kazantip 2008.